# 美又村
美又村（みまたむら）は、島根県那賀郡にあった村。現在の浜田市の一部にあたる。

## 地理
- 河川：家古屋川、久佐川[1]
- 山岳：笠松山[1]

## 歴史
- 1889年（明治22年）4月1日、町村制の施行により、那賀郡 今福村、入野村、追原村が合併して村制施行し、美又村が発足[2][3]。
- 1898年（明治31年）2月 - 追原に巡査駐在所設置[2]。
- 1905年（明治38年）- 美又温泉に陸軍転地療養所設置[2]。
- 1923年（大正12年）2月11日 - 那賀郡久佐村、伊南村（一部、大字宇津井・佐野）と合併し今福村を新設して廃止された[2][3]。

## 観光
- 美又温泉[2]